# Vera McWeeney
 (avril 2020).
Vera McWeeney (21 juillet 1909 - 9 janvier 1981) est une joueuse irlandaise de hockey et de tennis et une journaliste sportive.

## Enfance et famille
Vera McWeeney est née Veronica Mary Elizabeth Mahony à Blarney, dans le comté de Cork le 21 juillet 1909. Elle est la plus jeune des trois enfants de Francis Walter Mahony et de sa deuxième épouse, Mary "May" (née Ashlin). Son père est directeur général de l'entreprise familiale Martin Mahony & Bros Ltd.
Elle épouse le journaliste sportif Arthur McWeeney en 1940. Le couple a une fille et un fils. Leur fils, Myles McWeeney, devient cadre exécutif à RTÉ.

## Carrière sportive
McWeeney déménage à Dublin dans sa jeunesse, se mettant au hockey avec les Maids of the Mountain Hockey Club de Dublin ; l'équipe remporte la Coupe senior irlandaise en 1930 et 1935. Elle remporte sa première sélection interprovinciale pour Leinster en 1927 et sa première sélection internationale en 1932. En 1936, elle est capitaine de l'équipe irlandaise lors d'une tournée aux États-Unis, participant d'abord à une conférence mondiale de hockey puis à un tournoi à Philadelphie où elles remportent deux de leurs cinq matchs d'exhibition. Elle effectue ensuite une tournée de deux semaines, au cours de laquelle elle remporte cinq de ses matchs. En 1933, elle fait partie de l'équipe irlandaise qui a fait une tournée au Danemark.
McWeeney est également une joueuse de tennis accomplie, considérée comme jouant à un niveau international. Elle est membre du club de Carrickmines, remportant le championnat de tennis de l'Est de l'Irlande en 1934 et les championnats du comté de Dublin en 1936 et 1937. Elle est quatrième au classement irlandais de tennis de 1937. En 1940, elle remporte son seul titre national de tennis avec Norma Stoker dans le championnat irlandais de double féminin. Elle joue également au badminton, en plus d'être skieuse et patineuse. Certains suggèrent qu'elle a remporté des sélections internationales au squash. Elle est élue présidente de l'Irish Ladies Hockey Union en 1951, et est arbitre senior et sélecteur international pendant plusieurs années.

## Carrière de journaliste
McWeeney commence à travailler comme journaliste indépendante pour l'Irish Independent après la mort de son mari en 1958, écrivant sur le hockey féminin, le tennis, le badminton et le squash. Elle a rejoint l'Irish Times au début des années 1960, écrivant une chronique sur le hockey féminin pendant presque deux décennies. Elle écrit également sur le tennis national, y compris tous les grands événements de tennis au club de tennis Fitzwilliam ainsi que sur le badminton et le squash. Elle est connue pour son style perspicace et sans fioritures, n'étant pas hostile à l'entrée dans les vestiaires masculins.

## Mort et héritage
McWeeney meurt subitement le 9 janvier 1981 et est enterrée au cimetière de Glasnevin.
Le tournoi provincial des moins de 21 ans de l'ILHU est nommé la Coupe Vera McWeeney en son honneur. Le trophée Vera McWeeney est un trophée de croquet issu d'une compétition annuelle entre la Croquet Association of Ireland et leurs pairs anglais,.